# Pieve d'Alpago
Pieve d'Alpago é uma comuna italiana da região do Vêneto, província de Belluno, com cerca de 2.025 habitantes. Estende-se por uma área de 25 km², tendo uma densidade populacional de 81 hab/km². Faz fronteira com Chies d'Alpago, Claut (PN), Erto e Casso (PN), Ponte nelle Alpi, Puos d'Alpago, Soverzene.

## Demografia
| Variação demográfica do município entre 1861 e 2011                               |
|                                                                                   |
| Fonte: Istituto Nazionale di Statistica (ISTAT) - Elaboração gráfica da Wikipedia |